# Ногајски језик
Ногајски језик (на ногајском: ногай тили, noğay tili) је туркијски језик којим се говори у југозападном европском делу Русије и у Турској.
Ногајски се генерално класификује у кипчакчко-ногајски огранак кипчакчких језика као и кримско-татарски језик, казашки језик у Казахстану, киргиски језик у Киргистану и каракалпачки језик у Узбекистану.

## Дијалекти
Ногајски језик се састоји од три дијалекта:
- Караногајски дијалект (значи: ''црно-ногајски или јужно-ногајски”), говори се у Дагестану,
- Централно-ногајски дијалект, говори се у Ставропољу, и

- Акногајски дијалект (''бели или западни ногајски'') поред реке Кубањ, њених притока у Карачајево-Черкезији и у округу Минералније Води.

карагашки, јуртски и утарски су још три лангоида која се понекад класификују као ногајски дијалекти, али Институт за лингвистику Руске академије наука признаје их као засебне језике.

## Историја
Ногајци, пореклом од народа Златне хорде, име и име свог језика преузимају од унука Џингис-кана и Ногај-кана, који су владали номадским народом западно од Дунава крајем 13. века. Затим су се населили дуж црноморске обале данашње Украјине.
Првобитно се ногајски алфабет заснивао на арапском писму. 1928. године уведена је латиница. Осмислио је ногајски академик Абдулхамид Џанибеков (Дјанибек) по принципима усвојеним за све туркијске језике. 1938. године започео је прелазак на ћирилицу. За ортографију засновану на латиничном писму наводно се спречавало учење руског језика.
Протеривање ногајаца из Украјине у деветнаестом веку раздвојило је говорнике ногајског у неколико географски изолованих група. Неки су отишли у Турску и Румунију, док су други остали у оквиру Руске империје, насељавајући се у северном Дагестану и суседним областима Чеченије и Ставропољског краја. Ногајски језик је врло брзо нестао у Турској. Данас га углавном говоре старије генерације, међутим још увек има млађих говорника, јер постоје нека села у Турској у којима је то уобичајени начин комуникације. У Совјетском Савезу наставни језик у школама био је руски, а број говорника је и тамо опао.
Према недавним проценама, укупан број ногајских говорника износи око 80.000. 1973. године излазиле су две мале новине на ногајском језику, једна у Карачајево-Черкезији и друга у Дагестанској аутономној ССР (Ленин йолы), али већина говорника никада није чула за ове публикације, а листови нису стизали до ногајских села.
Ногајски је сада део школског програма од 1. до 10. године у ногајском округу у Дагестану. Такође се предаје у педагошкој школи Карачајево-Черкес и националној филијали Педагошког института.

## Фонологија
|           | Предњи | Задњи |
| --------- | ------ | ----- |
| Затворени | i, y   | ɯ, u  |
| Средњи    | e      | o     |
| Отворени  | æ, œ   | a     |

|              | Лабијални | Алвеоларни | Палатални | Веларни | Увуларни |
| ------------ | --------- | ---------- | --------- | ------- | -------- |
| Пловзиви     | p, b      | t, d       |           | k, ɡ    | q        |
| Фрикативи    | (f, v)    | s, z       | ʃ, ʒ      |         | [χ], [ʁ] |
| Африкати     |           | (ts)       | (tʃ), dʒ  |         |          |
| Носни        | m         | n          |           | ŋ       |          |
| Течни        |           | l, r       |           |         |          |
| Апроксиманти | w         |            | j         |         |          |

Фонеме у заградама означавају алофоне, а заграде означавају копиране лексичке звукове.

## Алфабет

### Арапски алфабет
Пре 1928. алфабет коришћен за ногајски језик био је заснован на арапском писму. Садржао је сва арапска слова плус додатне симболе за специфичне ногајске звукове. Овај алфабет није био широко коришћен.
ڮ ۇ ۋ پ ںُ چ ژ  گ‎

### Латинични алфабет
1928. ногајска абецеда је заснована на латиничном алфабету као део совјетске кампање латинизације. А. Ш. Џанибеков, професор средње школе био је аутор ове абецеде.
| A a | B в | Ç ç | D d | E e | Ә ә | G g | Ƣ ƣ |
| I i | K k | L l | M m | N n | Ꞑ ꞑ | O o | Ө ө |
| P p | Q q | R r | S s | Ş ş | T t | U u | Y y |
| J j | Ь ь | Z z | V v |     |     |     |     |

Слова C c, I̡ ı̡, F f, H h, X x, Ƶ ƶ додата су 1931, а слово S̷ s̷ 1933. 1936. године слова Ç ç, Ә ә, H h, I̡ ı̡ су искључена из алфабета.

### Ћирилички алфабет
Ногајски алфабет заснован на ћирилици створен је 1938. године. Садржавао је сва слова руског алфабета (осим слова Ё ё  и Щ щ), а такође и дијаграфе
Гъ гъ, Къ къ и Нъ нъ.
Исте године су додати и дијаграфи Оь оь и Уь уь. 1944. из алфабета су изузети дијаграфи Гъ гъ и Къ къ. 
Последња реформа ногајског алфабета догодила се 1950. године, када је достигао данашњи облик.
| А а   | Аь аь | Б б   | В в | Г г | Д д | Е е | Ж ж |
| Дж дж | З з   | И и   | Й й | К к | Л л | М м | Н н |
| Нъ нъ | О о   | Оь оь | П п | Р р | С с | Т т | У у |
| Уь уь | Ф ф   | Х х   | Ц ц | Ч ч | Ш ш | Ъ ъ | Ы ы |
| Ь ь   | Э э   | Ю ю   | Я я |     |     |     |     |